# Анфим IV
Патриа́рх Анфи́м IV (греч. Πατριάρχης Άνθιμος  Δ΄; в миру фамилия — Тамвакис; Константинополь — † 1878 остров Принкипо, Османская империя) — патриарх Константинопольский, занимавший Константинопольскую кафедру дважды: в 1840—1841 и 1848—1852 годы.

## Биография
Родился в Константинополе. Получил хорошее образование и позднее преподавал в греческой школе Диплокионийского прихода. Служил Патриаршим протосинкеллом. В октябре 1825 года был избран митрополитом Иконийским; в сентябре 1835 года — митрополитом Ларисским; в августе 1837 года — митрополитом Никомидийским.
21 февраля 1840 года был избран на Патриарший престол, придя к управлению Константинопольской православной церковью после смещения с должности патриарха Григория VI, отстраненного султаном Абдул-Меджидом I по требованию английского посла в Константинополе лорда Понсонби. При патриархе Анфиме IV власть оказалась в руках его брата, великого логофета. Недовольное духовенство во главе с митрополитом Кизическим (впоследствии патриархом Анфимом V) 6 мая 1841 года добилось отставки патриарха.
В своё 2-е патриаршество, 29 июня 1850 года, издал томос, провозглашавший автокефалию православной церкви в Королевстве Греция (православная церковь в королевстве пребывала в схизме с 1833 года).
30 октября 1852 года принёс письменное отречение от престола и удалился на покой на остров Принкипо, где скончался в глубокой старости.